# Roy Louis
Roy Louis (* Juli 1954 in Willemstad, Curacao) ist ein niederländischer Jazz-Gitarrist und -Bassist, Komponist und Arrangeur.

## Werdegang
Roy Louis spielte bereits mit 6 Jahren in der Schulband seines älteren Bruders Elmer Gitarre.
Louis wurde vor allem durch die englischen Blues- und Rock-Bands und die Beatles inspiriert, bis er eine Dokumentation über Woodstock aus dem Jahre 1969 mit Sly Stone, Jimi Hendrix und Santana sah, die ebenso wie B.B. King, Mike Bloomfield und Janis Joplin einen sehr großen Eindruck bei dem Teenager  hinterließen.
Die New Yorker Band Blood, Sweat & Tears, zunächst mit Al Cooper, später mit David Clayton-Thomas, änderte dann aber  Louis’  musikalische Orientierung  und weckte sein Interesse am Jazz.
Bereits als  18-Jähriger zog Louis zusammen mit seinem Bruder Elmer Louis, der auch Musiker ist, nach Amsterdam. Schnell wurden so etablierte Produzenten  wie Sylvester Levay, Ralph Siegel, Keith Forsey und Jazz-Musiker wie Hannes Beckmann, Dusko Goykovich, Peter Herbolzheimer und der Grammy-Nominierte Klaus Doldinger auf den jungen niederländischen Gitarristen aufmerksam.
Grammy-Gewinner Joe Gallardo realisierte, das Louis neben seinen  Fähigkeiten als Gitarrist auch ein herausragender E-Bassist war, und engagierte ihn für sein erstes europäisches Latin-Jazz-Album Latino Blue.
Mit 21 Jahren wurde Louis 1975 Bandmitglied bei der Jazz-Fusion-Band, Klaus Doldingers Passport. Während seiner vierjährigen Zusammenarbeit wirkte er u. a. bei weltweit erfolgreichen Jazz-Einspielungen wie Icuacu und Sky Blue (Ataraxia) und mehreren nationalen und internationalen Tourneen mit.
Roy Louis arbeitet u. a. mit internationalen Künstlern wie Klaus Doldingers Band Passport Peter Herbolzheimer, Joe Gallardo, Roy Ayers, Anita Baker, Stanley Jordan, Isaac Hayes, Thad Jones, Toots Thielemanns, The O’Jays, Lou Rawls,  Stevie Woods, Jeff Lorber, Gerald Allston, Manfred Krug, Joy Fleming, Phyllis Hyman, Najee, Teddy Riley & Guy, Mickey Howard, Vesta Williams, Dianne Reeves zusammen. Außerdem war er für Pop Musiker wie Donna Summer, Jennifer Rush, Silver Convention, Penny McLean, Boney M und Sting tätig.
Darüber hinaus hat Roy Louis als Komponist, Arrangeur und Produzent Werbespots mit seiner Musik unterlegt. Er war außerdem Studiomusiker für zahlreiche Jingles und TV Krimiserien/Filme und den Klaus Doldinger Soundtracks für den „Tatort“ und „Das Boot“ und Michael Endes „Die unendliche Geschichte“.

## Ausbildung
Er erwarb einen Bachelors Degree of Music und einen Major in Jazz Composition & Arranging am Berklee College of Music in Boston.

## Auszeichnungen und Preise
- Roy Louis wurde mit dem Filmpreis Goldenes Kalb für die Musik zu Papa’s Song ausgezeichnet.
- 1997 wurde Roy Louis vom niederländischen Musikverband mit einer Auszeichnung für seine Leistungen in der Musik geehrt.

## Diskografie
- Passport – Iguaçu (1977)
- Passport – Ataraxia (1978) (in manchen Ländern auch „Sky Blue“)
- Passport – Spirit of Continuity
- Klaus Doldinger – Works & Passion 1955–2000 (2001)
- Bobby Stern & Head, Heart And Hands – Libra (LP, Album) Vertigo (1976)
- Head, Heart & Hands – (LP, Album) Metronome (1978)
- Head, Heart & Hands – Flor Di Anglo ◄(2 versions) Mood Records (1980)
- Head, Heart & Hands – The Best Of Head, Heart & Hands(LP, Album) Blue Flame Records (1987)
- Joe Gallardo – Latino Blue (1979)
- Hannes Beckmann und Sinto – Tango des Friedens (1981)
- Trina Medina – En Vivo (2006)
- David Hanselmann + Chris Evans – Stonehenge (1980)
- David Hanselmann + Chris Evans – Symbols Of The Seven Sacred Sounds (1981)
- Roy Ayers – Live at Ronnie Scotts (1995)
- Stevie Woods – Quit Storm (2011)